# Cristian Zurita
Cristian Zurita (Salta, Argentina, 24 de julio de 1979) es un exfutbolista argentino. Se desempeñaba como mediocampista y su primer equipo fue Gimnasia y Tiro de Salta. Es hincha fanático de Central Norte, club en el que se retiró, jugando en el Torneo Federal B.

## Trayectoria
Zurita inició su carrera el año 1997 en Gimnasia y Tiro de Salta, cuando este participaba del torneo de Primera División de Argentina.  Con el descenso de su club, pasó a jugar, durante la temporada siguiente y siempre con Gimnasia y Tiro, en la Primera B Nacional.
En 1999 pasó a jugar en San Lorenzo de Almagro, equipo con el que obtendría sus mayores éxitos futbolísticos, obteniendo el Torneo Clausura 2001, la Copa Mercosur 2001 y la Copa Sudamericana 2002.
Entre los años 2003 y 2005 jugó para Independiente de Avellaneda y en la temporada 2005/2006 para Colón.
En 2006 fue transferido al Gaziantepspor de Turquía, en el cual jugó hasta mediados el 2011, convirtiéndose en un referente del equipo. Posterior a ello, es traspasado al Mersin Idman Yurdu, también de Turquía.
En 2012 regreso a Argentina, para vestir la camiseta de Central Norte de Salta, club de sus amores, en el cual se retiró.

## Clubes
| Club                     | País      | Año       |
| ------------------------ | --------- | --------- |
| Gimnasia y Tiro de Salta | Argentina | 1997-1999 |
| San Lorenzo de Almagro   | Argentina | 1999-2003 |
| Independiente            | Argentina | 2003-2005 |
| Colón                    | Argentina | 2005-2006 |
| Gaziantepspor            | Turquía   | 2006-2012 |
| Central Norte de Salta   | Argentina | 2012-2016 |